# Minona divae
Minona divae är en plattmaskart som beskrevs av Ernst Marcus 1951. Minona divae ingår i släktet Minona och familjen Monocelididae. Inga underarter finns listade i Catalogue of Life.